# 694
El 694 (DCXCIV) fou un any comú començat en dijous del calendari julià.

## Esdeveniments
- Novembre: el rei hispano-visigot Egica acusa els jueus d'ajudar els musulmans i els condemna a l'esclavatge.[1]